# 경성학교: 사라진 소녀들
"경성학교: 사라진 소녀들"은 2015년에 개봉한 대한민국의 미스터리 스릴러 영화이다. 1938년 일제강점기 시절 경성에 위치한 한 기숙요양학교에서 소녀들이 사라지는 미스터리한 내용을 담았다.

## 줄거리
경성학교는 산속에서 외부와 단절된 일제강점기의 기숙학교였다. 몸이 아픈 학생들이 주로 이 학교에 왔다. 뛰어난 능력을 가진 학생들은 도쿄로 유학을 보내 주었다. 
연덕, 유카, 시즈코는 경성학교의 학생이었다. 이 셋을 친했다. 어느 날, 시즈코는 '다른 학교로 전학을 갔다'며 사라졌다. 아무 말도 없이 사라진 시즈코를 연덕과 유카는 미워하면서도 그리워했다.  
어느 날, 주란이 전학을 왔다. 주란은 몸도 약했고, 목소리도 작았다. 주란이 자신의 이름이 '시즈코'라고 말했다. 이전의 사라진 시즈코가 생각난 경성학교 학생들 때문에 분위기가 싸해졌다. 연덕은 주란을 잘 챙겨주었지만, 유카는 괴롭혔다.  
주란은 키히라에게  이전 시즈코는 어땠냐고 물어보았다. 키히라는 분노를 참지 못하고, 주란의 목을 조였다. 주란은 참지 못하고 발작을 했다. 교사가 와서야 이 사태는 진정되었다.  
경성학교에서는 학생들에게 맞춤처방된 약을 먹였다.  
경성학교에서는 멀리 뛰기 연습을 했다. 주란은 몸이 약해 멀리 뛰지를 못했다. 주란은 계속 연습했다. 주란이 연습하고 약의 효능이 합쳐져, 멀리 뛰기에 성공했다. 이 것을 본 연덕은 주란과 함께 몰래 산 속 호수로 갔다. 연덕은 주란과 함께 나뭇배 위에 올라탔다. 연덕과 주란은 같이 호수 속으로 뛰어들었다. 주란의 체력은 점점 좋아지고 있었다.  
유카는 계속 주란을 괴롭히고 있었고, 그 강도는 점점 심해졌다. 어느 날, 유카는 주란의 사물함에 죽은 새를 넣었다. 이 새를 본 주란은 밥을 먹고 있는 유카에게 죽은 새를 줬다. 주란은 '아까 이걸 놓고 간 것 같아서'라고 말했다.  
주란은 계속 약을 먹었다. 그에 따라 주란의 체력도 점점 좋아졌다. 그러나 약을 먹음에 따라 이상한 것을 계속 경험했다. 한번은 침대 밑에서 에구치를 봤다. 교장에게 말했으나 교장은 별일 아니라고 말했다. 키히라도 에구치를 보게 되었다. 에구치와 키히라 둘 다 사라졌다.  
교장은 도쿄 유학을 갈 가능성이 높은 학생을 호명했다. 1순위로 주란이 호명되었다. 이에 갑자기 유카가 주란의 목을 졸랐다. 유카는 주란을 유리창에 갖다댔다. 유리창은 깨졌다. 주란은 유리창에 깨졌다. 그러나 주란은 아픔을 느끼지 못했다.  
연덕은 사라진 시즈코도 비슷한 이상 증세를 나타냈음을 기억해냈다. 이상 증세를 나타내는 것을 본 연덕은 이 사실을 교장에게 알리려 갔으나, 시즈코는 사라졌었다. 이상한 점을 느끼고, 연덕은 교장실에 잠입했다. 교장실에서 연덕은 누런색의 낡아 보이는 서류 하나를 찾았다.  
그 서류는 경성학교는 학교가 아닌 생체 실험지였으며, 이 '실험'의 목적은 인간의 한계를 넘어선 체력과 고통을 느낄 수 없는 강인한 '군인'을 만들기 위해 미성숙한 어린 여학생들을 실험한다는 것이었다. 이 사실을 알게 된 연덕과 주란은 도망쳤다. 그때 유카는 죽겠다고 나무 위에 올라가 있었다.  
도망친 연덕과 주란을 켄지이 쫓아갔다. 켄지는 총을 쏘았다. 연덕과 주란은 잡혔다. 유카는 나무 위에서 떨어져 죽었다.  
켄지는 연덕의 손과 발을 바닥과 연결된 철사슬에 묶은 다음, 유리 박스에 가뒀다. 그리고 그 위로 물을 쏟아부었다. 연덕은 얼어붙었다.  
주란은 교장에게 잡혔다. 주란은 실험실로 끌려가 실험실 침대에 묶였다. 교장은 실험을 시작했다. 
교장은 켄지에게 ‘고생했어. 이번 결과값 나오면 지원이 확대될 거니까’라고 말했다. 켄지는 '이제 여기까지다. 여기부터 이제 내가 지배하겠다. 이미 상부에 보고하고 결제된 거다.’ '라고 말했다. 교장은 켄지의 말에 불복종했다. 켄지는 군인의 권한으로 경성학교의 모든 권한의 소유자를 교장에서 지도교사로 변경했다. (전) 교장이 반발하자 켄지는 군인을 출동시켰다. 군인까지 출동한 것을 보자 (전) 교장은 항복했다.  
그때 뒤에서 벽을 뜯어내는 소리가 들렸다. 주란이었다. 실험에 성공해 주란은 실험의 목적대로 '고통을 느끼지 않는 인간의 한계를 넘어선' 사람이 되었다. 주란은 몇 명의 군인을 제압했다. 주란은 급히 얼어버린 연덕을 찾으러 갔다.  (전) 교장은 총을 쏘았다. 맞았다. 유리가 깨졌다. 물이 쏟아져 나왔다. 얼어붙은 연덕이 쓰러져 나왔다. 주란은 '고통을 느끼지 않으므로' (전) 교장을 실험실에서 몇번 던졌다. 교장은 벽 샹들리에에 꽃혔다.  
지도교사는 학생들이 잘 자고 있는지 확인했다. 학생들은 자고 있지 않았다. 학생들도 '고통을 느끼지 않는 인간의 한계를 넘어선' 사람이 되었다. 학생들은 단체로 달려들어 지도교사를 덮쳐 제압했다.  
밤이 지나고 아침이 왔다. 지도교사의 몸 곳곳에는 바느질로 꽃 모양이 박혀 있었다. 어제 지도교사를 덮친 학생들은 죽어 있었다. 군인들도 죽었다. (전) 교사도 죽었다. 켄지도 죽었다. 연덕도 죽었다. 주란은 연덕 옆에서 '이제 우리 집에 가자’'라며 죽음을 기다렸다.

## 캐스팅
- 박보영 : 차주란 역
- 엄지원 : 교장 역
- 박소담 : 홍연덕 역
- 공예지 : 유카 역
- 주보비 : 키히라 역
- 심희섭 : 켄지 역
- 고원희 : 시즈코 역
- 박세인 : 에구치 역
- 박성연 : 생활교사 역
- 박주희 : 주란 모 역
- 조련 : 가사교사 역
- 요시하라 미오 : 교사 역
- 김동현 : 운전기사 역
- 김민재 : 일본군 선탑자 역
- 이예은 : 센터 코이로 역

## 평가
스크린을 가득히 채우는 소녀 예찬— 이예지

신선한 얼굴들을 한국영화계에 힘차게 소개한다— 이동진

여고괴담과 캐리가 만나 뱀파이어-좀비물을 이루다니!— 황진미

사라진 아름다움을 기억하다— 이용철

숱한 레퍼런스 위에 꽃피운 이해영만의 오리지널리티— 윤혜지

6.33— 네이버 영화

5.6— 다음 영화

후반부 전개가 호불호가 갈린다는 평이 많았다.

## 수상
- 2015년 제15회 대한민국청소년영화제 여자 인기영화인(박보영)
- 2015년 제52회 대종상 조명상(김민재)
- 2015년 제36회 청룡영화상 인기스타상(박보영)
- 2015년 제16회 부산영화평론가협회상 신인여우상(박소담)
- 2016년 제21회 춘사영화상 여우조연상(엄지원)
- 2016년 제36회 황금촬영상 조명상(김민재)